# Příborový nůž

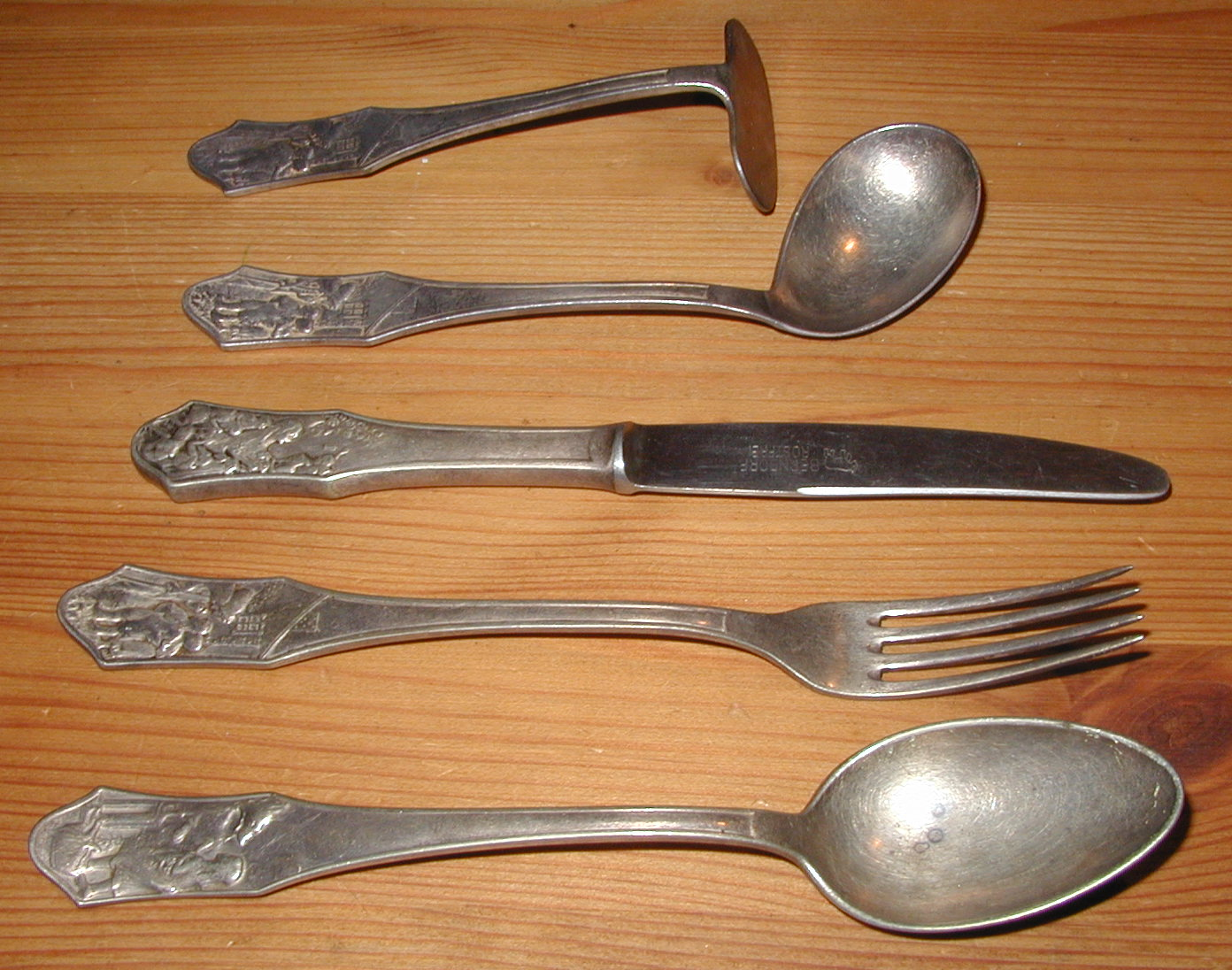
Příborová sada.

Příborový nůž, jídelní nůž nebo stolní nůž je kuchyňský a gastronomický nástroj, který tvoří součást základních stolovacích potřeb moderní západní civilizace. Nůž tvoří sadu, tzv. příbor spolu s lžící a vidličkou. Využívá se na krájení pokrmů na menší části během její konzumace, které je pak snadnější pozřít.
Skládá se z ostří a z rukojeti, za kterou se příborový nůž drží. V současnosti je rozšířeno pravidlo, že se nůž při jídle drží v pravé ruce a levá slouží pro podávání jídla k ústům pomocí vidličky. U příborového nože je zpravidla otupeno ostří, aby nedošlo ke zbytečným poraněním osob. Různé tvary nožů se používají při konzumaci různých pokrmů, např. u steakového nože pro krájení steaků, bývá ostří vroubkováno. Nůž na ryby je zvláštně tvarován pro snadnější zbavení kostí, apod.
Příborový nůž je vyráběn z různých kovů a jejich slitin kovů v závislosti na době, kdy vznikají a na ceně, kterou chce majitel do nich investovat. Mezi nejcennější patří příbory vyráběné ze stříbra, ale v současnosti je více rozšířeno používání korozivzdorné oceli.